# Сант-Антоніо-Абате
Сант-Антоніо-Абате (італ. Sant'Antonio Abate) — муніципалітет в Італії, у регіоні Кампанія, метрополійне місто Неаполь.
Сант-Антоніо-Абате розташований на відстані близько 220 км на південний схід від Рима, 28 км на південний схід від Неаполя.
Населення — 19 753 особи (2014).
Щорічний фестиваль відбувається 17 січня. Покровителі — святий Антоній Великий.

## Демографія
Населення за роками:

Станом на 1 січня 2023 року в муніципалітеті офіційно проживали 644 іноземці з 30 країн, серед них 167 громадян країн Євросоюзу та 50 громадян України.

## Сусідні муніципалітети
- Ангрі
- Граньяно
- Леттере
- Помпеї
- Санта-Марія-ла-Карита
- Скафаті